# Oliver Hilmes
Oliver Hilmes, né en 1971 à Viersen en Allemagne, est un auteur, historien et essayiste allemand.

## Biographie
Oliver Hilmes a étudié l'histoire, la politique et la psychologie à l'Université de Marbourg, ainsi qu'à l'Université Paris-Sorbonne et à l'Université de Potsdam.
Il a obtenu son doctorat sur l'histoire du XXe siècle sous la direction de Christoph Kleßmann et travaille depuis 2002 pour la Fondation de l'Orchestre philharmonique de Berlin. En tant que conseiller personnel de l'intendant, il a notamment participé à l'introduction du programme éducatif de l'Orchestre philharmonique de Berlin ainsi qu'à la transformation de l'orchestre en fondation. Aujourd'hui, il travaille pour la Fondation de l'Orchestre philharmonique de Berlin en tant que rédacteur en chef du magazine Phil et curateur de projets spéciaux.
Il est membre du conseil d'administration de l'association Karg-Elert-Gesellschaft e.V. (de 1996 à 2013 en tant que secrétaire général), une association qui encourage la recherche artistique et scientifique sur l'œuvre du compositeur et théoricien de la musique Sigfrid Karg-Elert.
Oliver Hilmes a eu beaucoup de succès en Allemagne avec ses biographies historiques sur Alma Mahler, Cosima Wagner et Louis II de Bavière, qui ont figuré dans la liste des livres les plus vendus du magazine allemand Spiegel. En France, il s'est fait connaître par la publication, en 2012, de la biographie Cosima Wagner, la maîtresse de la colline (Éditions Perrin) traduit par Olivier Mannoni pour laquelle il a utilisé des sources d'informations jusque-là inexploitées, les archives de la fondation Wagner de Bayreuth.
Son livre sur les Jeux olympiques de Berlin en 1936 a été traduit dans de nombreuses langues et a reçu de prestigieux prix littéraires. Il a en outre été élu en 2018 « Best book of the year » par les quotidiens The Telegraph, Financial Times, Guardian, Daily Mail et The Times.
Ses biographies ont reçu de bonnes critiques, en particulier, Tilman Krause (de), critique littéraire du journal Die Welt, le qualifiait en 2007 de « Wunderkind unter den deutschen Biografen » (« enfant prodige des biographes allemands »). Il écrit aussi régulièrement pour Die Welt ainsi que pour les différentes publications de la Philharmonie de Berlin, du Bayerische Staatsoper, de l'Orchestre du Gewandhaus de Leipzig et du Festival Beethoven (de) de Bonn.
Il a été invité à tenir plusieurs conférences et lectures publiques à la Philharmonie de Berlin, au Berliner Ensemble, dans la Wiener Konzerthaus, à la Villa Aurora et à l'institut Goethe de Los Angeles.
Oliver Hilmes vit à Berlin et à Nice.

## Récompenses et distinctions
- 2008: Geisteswissenschaften International – Preis zur Förderung der Übersetzung geisteswissenschaftlicher Literatur pour Herrin des Hügels. Das Leben der Cosima Wagner (Siedler)
- 2013: Prix des Muses (Prix spécial du jury) pour Cosima Wagner. La maîtresse de la colline (Éditions Perrin)
- 2018: William Hill Sports Book of the Year (Shortlist) pour Berlin 1936. Sixteen Days in August[5]  (The Bodley Head)
- 2019: The Sporting Club General Outstanding Book of the Year 2019 pour Berlin 1936. Sixteen Days in August[6]  (The Bodley Head)

## Œuvres
- Im Fadenkreuz. Politische Gustav Mahler-Rezeption 1919–1945. Eine Studie über den Zusammenhang von Antisemitismus und Kritik an der Moderne. Dissertation der Universität Potsdam 2002; Peter Lang AG, Frankfurt am Main 2003,  (ISBN 3-631-51041-1).
- Der Streit ums „Deutsche, Alfred Heuß und die Zeitschrift für Musik. Von Bockel, Hamburg 2003,  (ISBN 3-932696-43-3)
- Witwe im Wahn: Das Leben der Alma Mahler-Werfel. Siedler, München 2004,  (ISBN 3-88680-797-5).
- Herrin des Hügels: Das Leben der Cosima Wagner. Siedler, München 2007,  (ISBN 978-3-88680-836-6); Version française: Cosima Wagner. La maîtresse de la colline traduit par Olivier Mannoni, Éditions Perrin, 2012,  (ISBN 9782262035082).
- Cosimas Kinder: Triumph und Tragödie der Wagner-Dynastie. Siedler, München 2009,  (ISBN 978-3-88680-899-1); Pantheon, München 2010,  (ISBN 978-3-570-55132-5).
- Mit Gustav Mahler in Viersen. In: Elke Heidenreich (Hrsg.), Ein Traum von Musik, 46 Liebeserklärungen. Edition Elke Heidenreich bei C. Bertelsmann, München 2010,  (ISBN 978-3-570-58014-1).
- Liszt: Biographie eines Superstars. Siedler, München 2011,  (ISBN 978-3-88680-947-9).
- Ludwig II.: Der unzeitgemäße König. Siedler, München 2013,  (ISBN 978-388680-898-4).
- Berlin 1936. Sechzehn Tage im August. Siedler, München 2016,  (ISBN 978-3-8275-0059-5).
- Das Verschwinden des Dr. Mühe. Eine Kriminalgeschichte aus dem Berlin der 30er Jahre. Penguin, München 2020,  (ISBN 978-3-328-60138-8).
- Schattenzeit. Deutschland 1943: Alltag und Abgründe. Siedler, München 2023,  (ISBN 978-3-8275-0159-2).
- Ein Ende und ein Anfang: Wie der Sommer 45 die Welt veränderte. Siedler, München 2025,  (ISBN 978-3827501899).